# Клаудкрофт (Њу Мексико)
Клаудкрофт (енгл. Cloudcroft) град је у америчкој савезној држави Њу Мексико.

## Демографија
По попису из 2010. године број становника је 674, што је 75 (-10,0%) становника мање него 2000. године.
| Група             | 2000.       | 2010.       |
| Белци             | 613 (81,8%) | 586 (86,9%) |
| Афроамериканци    | 0 (0,0%)    | 1 (0,1%)    |
| Азијати           | 4 (0,5%)    | 2 (0,3%)    |
| Хиспаноамериканци | 116 (15,5%) | 60 (8,9%)   |
| Укупно            | 749         | 674         |